# Gene Rychlak
Gene Rychlak jr. (1968-2019) fue un potencista estadounidense que en 1999 se convirtió en el primer ser humano en levantar un press de banca de más de 900 libras (408 kg) y más de 1000 libras (453 kg) en 2004 .
En la competición del Mr. Olympia del 2005 , Gene Rychlak intentó batir su propio récord, intentando levantar 460 kg Gene no pudo terminar el ejercicio, y a pesar de tener varios ayudantes alrededor de él, el peso cayó sobre su cuerpo. Asombrosamente, Rychlak no sufrió ninguna lesión seria.
Rychlak llevó a cabo el récord en la prensa de banco más pesado del mundo: 1005 libras (456 kg) y lo mantuvo desde noviembre de 2004 hasta febrero de 2006, cuando fue superado por Scot  Mendelson. Mendelson agregó 3.5 libras al récord, alcanzando una prensa de banco de 1008 libras (457,6 kg).
El 16 de diciembre de 2006 Rychlak volvió a superar el récord de Mendelson, levantando un press de 459 kg; y fue superado por Ryan Kennelly siete meses después, quien levantó 470 kg. Gene planeaba superar el récord en una nueva competición de press de banca en septiembre.

## Evolución en press de banca
- 1990-136 kg (sin remera de press de banca)
- 1995-210 kg
- 1999-265 kg
- 2000-272 kg
- agosto de 2003-370 kg
- noviembre de 2003-408 kg
- noviembre de 2004-456 kg
- diciembre de 2006-459 kg

En peso muerto su marca máxima fue de 330 kg a comienzos de los años 2000.